# Ambla
Ambla (em estoniano:  Ambla vald) é um município rural estoniano localizado na região de Järvamaa.